# Улица Татищева (Москва)
У́лица Тати́щева (также Тати́щева у́лица) — улица, расположенная в Южном административном округе города Москвы на территории Даниловского района.

## История
Улица получила своё название в 1902 году по одному из домовладельцев.

## Расположение
Улица Татищева проходит от улицы Шухова на юг, пересекает улицу Лестева и оканчивается, не доходя до улицы Серпуховский Вал. Нумерация домов начинается от улицы Шухова.

## Примечательные здания и сооружения
По нечётной стороне:
- № 3-а — гостиница Минтранса РФ;
- № 13 — Мостелеком.

## Транспорт

### Автобус
- с910: от улицы Шухова до улицы Лестева, остановка «Даниловская площадь» (только к 3-му Павелецкому проезду).

### Метро
- Станция метро «Тульская» Серпуховско-Тимирязевской линии — юго-восточнее улицы, между Большой Тульской улицей и Большим Староданиловским, Холодильным и 1-м Тульским переулками
- Станция метро «Шаболовская» Калужско-Рижской линии — северо-западнее улицы, на улице Шаболовка